# Fim de Festa
Fim de Festa é um filme brasileiro de 1978 dirigido por Paulo Porto, que também assina o roteiro com Gilberto Braga e Péricles Leal.

## Sinopse
Marcelo e Márcia são um casal de classes sociais diferentes: ela, rica e tradicionalista; ele, pobre e libertino. Marcelo se envolve com outra mulher e, numa festa, acontece um trágico acidente.

## Elenco
- Paulo Porto
- Maria Fernanda
- Denise Bandeira
- Roberto de Cleto
- Riva Nimitz
- Zaira Zambelli
- Manfredo Colassanti
- Anselmo Vasconcelos
- Angelina Muniz
- Dênis Derkian
- Arthur Costa Filho